# Falklandkrise

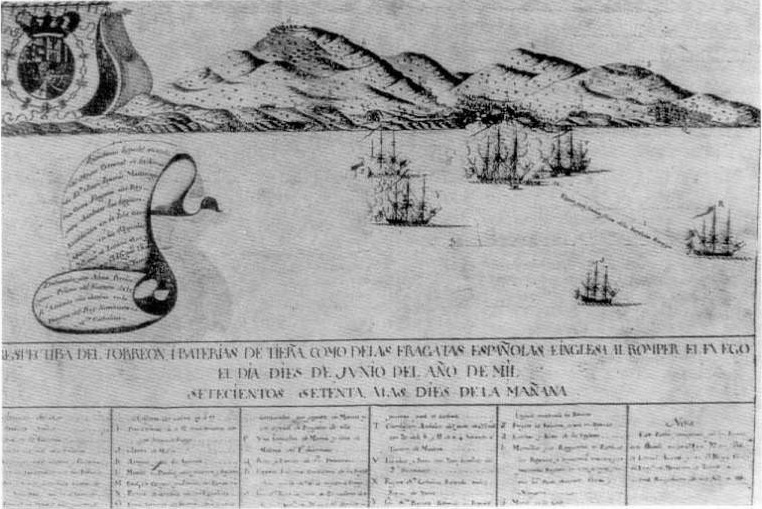
Die Eroberung von Port Egmont durch die Spanier 1770. Zeitgenössische Darstellung

Die Falklandkrise von 1769 bis 1771 war ein Konflikt zwischen Spanien und Großbritannien um die Falklandinseln, der fast zu einem Krieg zwischen den beiden Staaten geführt hätte.

## Vorgeschichte
Die Falklandinseln, die bereits gegen Ende des 16. Jahrhunderts von englischen Seefahrern entdeckt worden waren, wurden von Spanien als Teil ihres lateinamerikanischen Kolonialreiches beansprucht, blieben aber bis zur Mitte des 18. Jahrhunderts unbewohnt. Nach Ende des Siebenjährigen Krieges entstand ab 1764 auf Ostfalkland die französische Siedlung Port Louis. Zwei Jahre später gründete der englische Marineoffizier John Byron auf Westfalkland die Siedlung Port Egmont. Dies führte zu einem Streit mit Spanien, das die gesamte Inselgruppe am 4. Oktober 1766 zum Teil des Generalkapitanats Buenos Aires erklärte. 1767 erwarben die Spanier die französische Siedlung und benannten sie in Puerto Soledad um. Da beide Seiten einen Krieg vermeiden wollten, wurde, auch auf Drängen des französischen Außenministers Choiseul, ein Kompromiss geschlossen, nachdem sich die Briten und Spanier auf der fast unbesiedelten Inselgruppe aus dem Weg gegangen waren.

## Konflikt zwischen spanischen und britischen Kräften auf der Inselgruppe
Durch diesen Kompromiss wurde der Streit um die Inselgruppe jedoch nicht gelöst, sondern nur aufgeschoben. Im November 1769 traf das spanische Schiff San Felipe unter Kapitän Angel Santos zwischen West- und Ostfalkland auf die britische Sloop Tamar. Deren Kommandant Anthony Hunt lud Santos zu sich an Bord ein, wo er ihn jedoch kurzzeitig festsetzte, ehe er ihn mit der Aufforderung entließ, mit seinem Schiff die Falklandinseln zu verlassen. Daraufhin entsandten die Spanier Kapitän Mario Plata zu den Briten, der nun von Hunt verlangte, dass innerhalb von sechs Monaten alle Briten die Falklandinseln verlassen müssten. Hunt weigerte sich, die Inseln zu verlassen, und berief sich seinerseits auf die Entdeckung der Inseln durch die Engländer. Er drohte im Gegenteil, das Feuer auf das spanische Schiff eröffnen zu lassen, falls dieses seine Erkundungsfahrten fortsetzen würde. Bei einem erneuten Treffen mit den Spaniern bekräftigte Hunt seine Absicht, die Inseln nicht zu verlassen. 
Francisco Bucarelli, der Gouverneur von La Plata, entsandte daraufhin Oberstleutnant Fernando Rubalanca mit drei Schiffen zu den Falklandinseln. Rubalanca lief zuerst Puerto Soledad an, ehe er mit zwei Schiffen nach Port Egmont aufbrach. Dort stellte er am 17. Februar 1770 fest, dass seine Truppen den dortigen britischen Truppen unterlegen waren und zog sich zurück. Kapitän Hunt brach daraufhin mit der Tamar nach Großbritannien auf, um weitere Verstärkungen zu holen, und ließ Commander George Farmer mit der Sloop Favourite zurück. Rubalanca war nach Buenos Aires zurückgekehrt, worauf der spanische Gouverneur den General Juan Ignacio de Madariaga mit vier Fregatten und zwei Briggs und insgesamt 1400 Mann zu den Falklandinseln entsandte. Die Spanier erreichten am 4. Juni Westfalkland, und nach kurzem symbolischen Schusswechsel konnte diese überlegene Streitmacht am 6. Juni 1770 Port Egmont erobern. Madariaga zerstörte die britischen Befestigungen und forderte die Briten ultimativ auf, die Inseln zu verlassen. Damit die Nachricht von diesem Angriff jedoch zuerst von den Spaniern nach Europa gebracht wurde, demontierte er das Ruder der Favourite und brach am 30. Juni 1770 nach Spanien auf.

## Diplomatischer Streit in Europa
Am 20. August 1770 unterrichtete Ferrero Fieschi, der spanische Botschafter in London, den zuständigen Secretary of State for the southern Department, Lord Weymouth, von der Entsendung General Madariagas. Die Spanier wollten weiterhin einen Konflikt vermeiden und bezeichneten die Expedition als eine Eigenmächtigkeit des Gouverneurs von Buenos Aires. Lord Weymouth entschloss sich, diese Gelegenheit für seine eigene Karriere auszunutzen. Da Lord North und der andere Secretary of State, Lord Rochford, nicht in London waren, ergriff er die Initiative und verlangte die Räumung der Falklandinseln durch die Spanier. Angesichts der britischen Überlegenheit zur See glaubte Weymouth, Spanien in einen Krieg oder zur Aufgabe zwingen zu können. Die Spanier wollten zunächst nachgeben, doch als General Madariaga selbst in Spanien eintraf und von seinem Erfolg berichtete, beschloss die Regierung, diesen Erfolg zu verteidigen. 
Zwei Wochen später traf Commander Farmer mit der Favourite in Großbritannien ein. Die öffentliche Meinung und die Opposition unter Earl Chatham verlangten Wiedergutmachung oder die Rückeroberung der Falklandinseln. Als Lord Weymouth hiervon erfuhr, mobilisierte er ohne Rücksprache mit den anderen Mitgliedern der Regierung große Teile der Royal Navy und nahm gegenüber der Regierung in Madrid eine kriegerische Haltung ein. Nach dem Austausch mehrerer diplomatischer Noten, was ohne Ergebnis blieb, war Ende 1770 ein Krieg mit Spanien um die Falkland-Inseln wahrscheinlich geworden, wobei beide Regierungen annahmen, dass Frankreich das verbündete Spanien unterstützen würde. Spanien alleine war Großbritannien eindeutig unterlegen, doch der französische König Ludwig XV. scheute im Gegensatz zu seinem Minister César Gabriel de Choiseul-Praslin einen neuen Krieg wegen der unbedeutenden Inseln und entließ am 24. Dezember seinen Minister. 
Auch der britische König Georg III. war zwar zu einer entschlossenen Haltung, nicht jedoch zu einem Krieg mit Spanien bereit. Nachdem er sich einen Überblick über Weymouths Aktivitäten verschafft hatte, strebte er im Einvernehmen mit der Mehrheit der Regierung eine friedliche Regelung mit Spanien an. Er versicherte französischen Diplomaten, dass Großbritannien einen Krieg vermeiden wolle, und am 7. Dezember 1770 musste Weymouth von seinem Amt zurücktreten. Sein Nachfolger, Lord Rochford, sowie Premierminister Lord North drohten den Spaniern im Januar 1771 mit dem Abzug ihres Gesandten aus Madrid. Spanien stimmte daraufhin am 21. Januar 1771 einer Einigung zu, nach der Großbritannien Port Egmont mit allen Waffen und Geschützen zurückerhielt, doch letztlich die Frage der Zugehörigkeit der Falklandinseln nicht abschließend geklärt wurde.

## Folgen
Am 15. September 1771 übernahm eine britische Flottille wieder Port Egmont. Bereits 1774 zogen sich die Briten wieder von den Falklandinseln zurück. Sie gaben aber ihren Anspruch auf die Inselgruppe nicht auf und besetzten nach dem Ende der spanischen Kolonialherrschaft in Südamerika ab 1832 dauerhaft die Falklandinseln.